# 関敏樹 (地方公務員)
関 敏樹（せき としき、別表記: 關 敏樹、1951年または1952年 - ）は、日本の地方公務員。東京都労働委員会事務局長、首都高速道路会社常務執行役員を歴任。瑞宝小綬章受章。

## 人物・経歴
東京都庁入庁。同衛生局総務課長、出納長室銀行設立準備担当参事、新銀行設立本部企画担当部長、同総務局行政改革推進室長、同副出納長、同福祉保健局次長。2008年7月 有留武司の後任として同労働委員会事務局長。2010年6月  山本洋一を後任として同職と東京都庁を辞職。
都庁退職後の同年6月 首都高速道路会社取締役。後に同社常務執行役員。

## 栄典
- 2023年4月 令和5年春の叙勲で地方自治功労により瑞宝小綬章を受章[1]